# Riccardo Salvador
Riccardo Salvador (Piovene Rocchette, 21 novembre 1900 – Schio, 31 ottobre 1993) è stato un politico italiano, comunista ed internazionalista, attivo anche in Italia.

## Biografia
Riccardo Salvador nacque a Piovene Rocchette (Vicenza) il 21 novembre 1900, in una famiglia operaia e presto condivise una situazione comune alla maggior parte dei suoi coetanei: a 12 anni andò a lavorare alla Lanerossi, dove «comanda il paron Rossi». La guerra, il servizio militare e il clima del secondo decennio del Novecento lo portarono sempre più a interessarsi a questioni sociali; si avvicinò al socialismo nella sua ala massimalista e partecipò «con incoscienza e spontaneità» alle lotte. Dopo il servizio militare (1918-22), si trasferì a Milano, dove lavorò in alcune officine e partecipò all'attività del Partito Comunista d'Italia, al quale si iscrisse nel 1923, simpatizzando per la sinistra bordighiana, che allora dirigeva il partito. Ebbe occasione di conoscere e frequentare alcuni esponenti di primo piano: Amadeo Bordiga, Bruno Fortichiari, Antonio Gramsci, Pietro Tresso, Palmiro Togliatti, Onorato Damen. Dall'inizio del 1928, svolse l'attività di «fenicottero», ovvero di portaordini incaricato di tenere i contatti nel Triveneto. Dopo pochi mesi, l'11 maggio 1928, fu arrestato a Bologna a causa di una delazione. Il 10 novembre 1928, il Tribunale Speciale lo condannò a 12 anni e 6 mesi. Le carceri di Lucca, Finale Ligure, Volterra e Pianosa furono la sua «università». Rifiutò di presentare la domanda di grazia a Mussolini (che lo avrebbe coperto di infamia) e partecipò alle lotte in carcere (organizzate dal comunista di sinistra Onorato Damen e sostenute dal socialista Sandro Pertini). In queste circostanze, si creò una crescente divergenza tra i «centristi» (ossia gli stalinisti) e la sinistra, che veniva via via emarginata. In seguito a due amnistie, fu scarcerato nel 1934. Poco prima della guerra, tornò a Schio e, in breve tempo, dette impulso alla ripresa dell'attività sindacale e politica nella zona, soprattutto dopo l'8 settembre 1943.

## La militanza internazionalista
Il punto di riferimento di Salvador era la sinistra rivoluzionaria, quella del 1921 e di Amadeo Bordiga; quando, nel corso del 1943 sorse il Partito Comunista Internazionalista (PCInt), che a quell'esperienza si richiamava, ne sostenne le posizioni, trovando corrispondenza in alcuni giovani partigiani. Non partecipò ad alcun movimento partigiano considerando la Resistenza un inutile spreco di energie rivoluzionarie. Dopo la Liberazione, fu eletto segretario della Camera del Lavoro di Piovene Rocchette: unico segretario, in tutta Italia, eletto democraticamente dalle Commissioni Interne. Abitualmente, la nomina era decisa dai partiti del Comitato di Liberazione Nazionale. L'eccezione di Piovene Rocchette non fu quindi ben digerita, soprattutto dai nazional-comunisti di Togliatti che, per eliminare Salvador, lo indicarono quale responsabile della strage di fascisti, avvenuta a Schio il 6 luglio 1945. La montatura cadde alla prima verifica dei fatti.
Superando questi difficili frangenti, Riccardo si impegnò nella lotta contro lo sblocco dei licenziamenti (1946). La CGIL di Vicenza giudicò questa azione troppo radicale e la contrastò. Salvador si rese allora conto di non avere più alcuna voce in capitolo e non trovando più spazi per un'azione sindacale autonoma preparò nuovamente le valigie, questa volta per la Svizzera.
Nel 1952, di fronte alla scissione del PCInt, sostenne la linea Bordiga-Maffi, benché fosse legato a Damen da rapporti di vecchia amicizia. Nel frattempo, dal 1947, si era stabilito a Winterthur (Svizzera) e lavorò alla OSRAM, dove proseguì la sua attività sindacale e politica tra gli operai emigrati, italiani, ovviamente, ma anche spagnoli. Grazie a questa attività fu costituita la sezione svizzera del PCInt. Nel 1966, pensionato, tornò a Schio e fondò la sezione locale del Partito comunista internazionale (nuova denominazione assunta dal partito «di Bordiga» nel 1965), tutt'oggi attiva, dal momento che le radici erano state piantate in profondità. Riccardo è morto a Schio il 31 ottobre 1993